# Witte spar
De witte spar (Picea glauca) is een groenblijvende boom die behoort tot de dennenfamilie (Pinaceae). De Nederlandse naam is een vertaling van de Engelse naam 'white spruce'. De witte spar moet niet verward worden met de blauwspar (Picea pungens). De witte spar wordt ook als kerstboom gebruikt.
De witte spar komt van nature voor in het noorden van Noord-Amerika, van Centraal-Alaska tot in het oosten in Newfoundland en in het zuiden tot Noord-Montana, Michigan en Maine. Ook zijn er geïsoleerde populaties in de Black Hills van South Dakota en Wyoming.
De boom wordt 15-30 m (soms tot 40) hoog. De diameter van de stam kan een afmeting van meer dan 1 m bereiken. De bast is dun en geschubd met ronde, 5-10 cm grote schilfers. De kroon van jonge bomen is smal-kegelvormig en wordt bij het ouder worden van de boom cilindrisch. De scheuten zijn bruingelig en bij bomen in het oosten van het groeigebied kaal en bij bomen in het westen vaak behaard. Op de scheut zitten duidelijke bladkussens (pulvini).
De aan de bovenzijde blauwgroene naalden zijn 1,2-2 cm lang en hebben meerdere dunne lijnen van huidmondjes. De onderzijde is blauwwit met twee brede banden van huidmondjes. De naalden zijn op doorsnede ruitvormig.
De hangende, smal cilindrische kegels zijn 3-7 cm lang en in gesloten toestand 1,5 cm breed. Ze hebben dunne, flexibele, 1,5 cm lange schubben. Ze zijn groen tot roodachtig en verkleuren vier tot zes maanden na bevruchting lichtbruin. De zwarte zaden zijn 2-3 mm lang en hebben een slanke, 5-8 mm lange, lichtbruine vleugel.

## Variëteiten
Er zijn verschillende variëteiten beschreven, die echter niet door alle taxonomen worden erkend. Deze zijn van oost naar west:
- Picea glauca var. glauca ('eastern white spruce') - Deze komt voor in laagland van Oost-Newfoundland tot oostelijk Alberta.
- Picea glauca var. densata ('black hills white spruce') - Deze komt voor in de Black Hills van South Dakota.
- Picea glauca var. albertiana ('Alberta white spruce') - Deze komt voor in de Rocky Mountains in Alberta, Brits-Columbia en Noordwest-Montana.
- Picea glauca var. porsildii ('Alaska white spruce') - Deze komt voor in Alaska en Yukon.

De twee westerse variëteiten hebben behaarde scheuten en zouden door bastaardering en/of introgressie verwant kunnen zijn aan de Engelmann-spar, die zuidelijker in de Rocky Mountains groeit. De witte spar bastaardeert makkelijk met de nauw verwante sitkaspar (Picea sitchensis) in het gebied waar hun verspreidingsgebieden overlappen in zuidelijk Alaska. De hybride is bekend als Picea ×lutzii.
De witte spar is de provinciale boom van Manitoba en de boom van de staat South Dakota.

## Toepassingen
Voor Canada is de witte spar vanwege de geschiktheid van het hout voor de papierindustrie van groot economische belang. Ook wordt de boom wel op kleine schaal als kerstboom gebruikt.

### Cultivars
Een dwergvorm van de witte spar is de cultivar Picea glauca var. albertiana 'Conica', die veel in siertuinen wordt gebruikt. Deze boom heeft juveniele, zachte naalden en een zeer langzame groei van 2-10 cm per jaar. Oudere bomen kunnen snelgroeiende takken met normale naalden ontwikkelen, die weggesnoeid moeten worden als men de dwerggroei wil handhaven.
Picea glauca 'Alberta Globe' is een dwergspar met een ronde kroon.

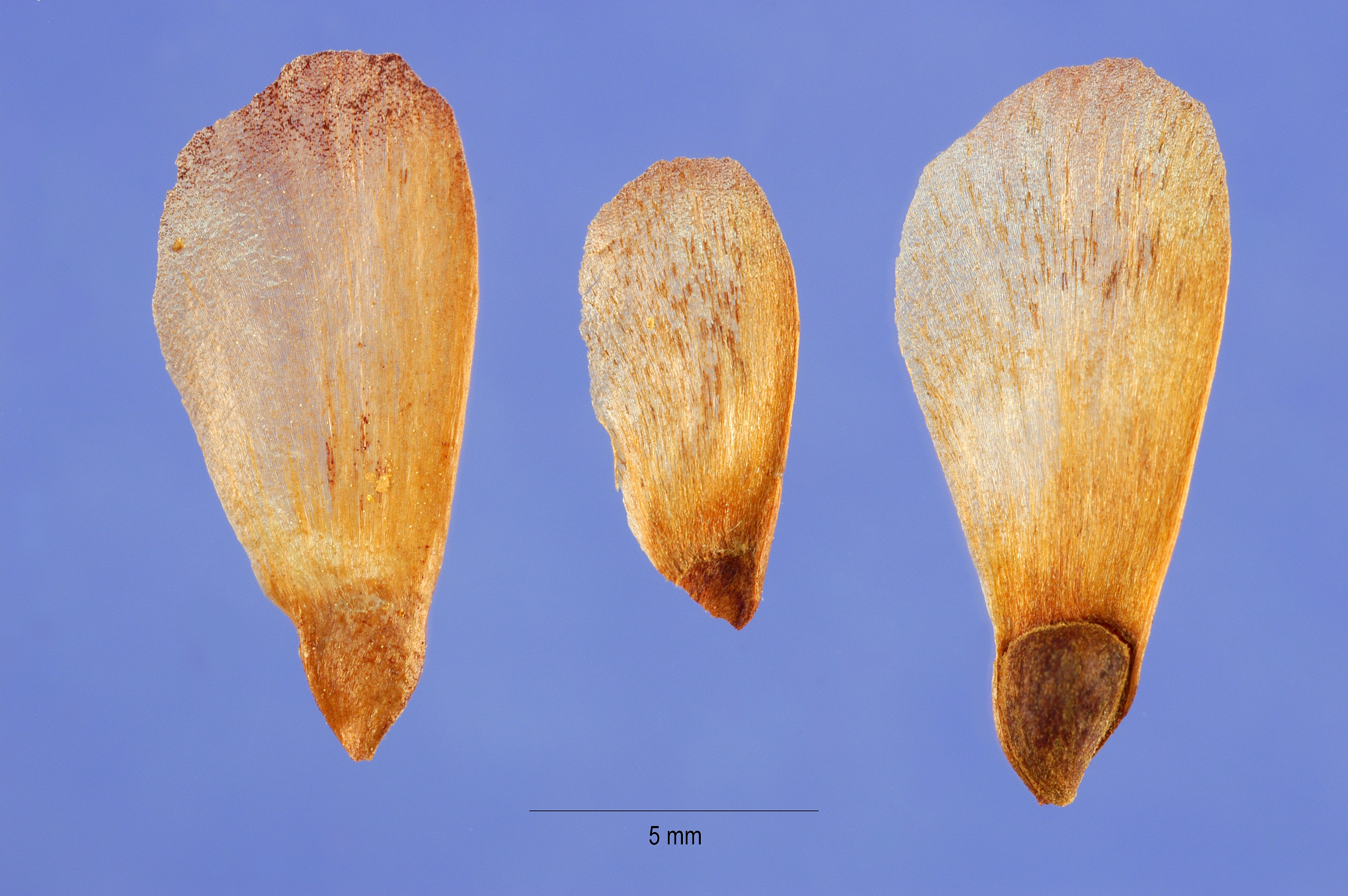
Zaden

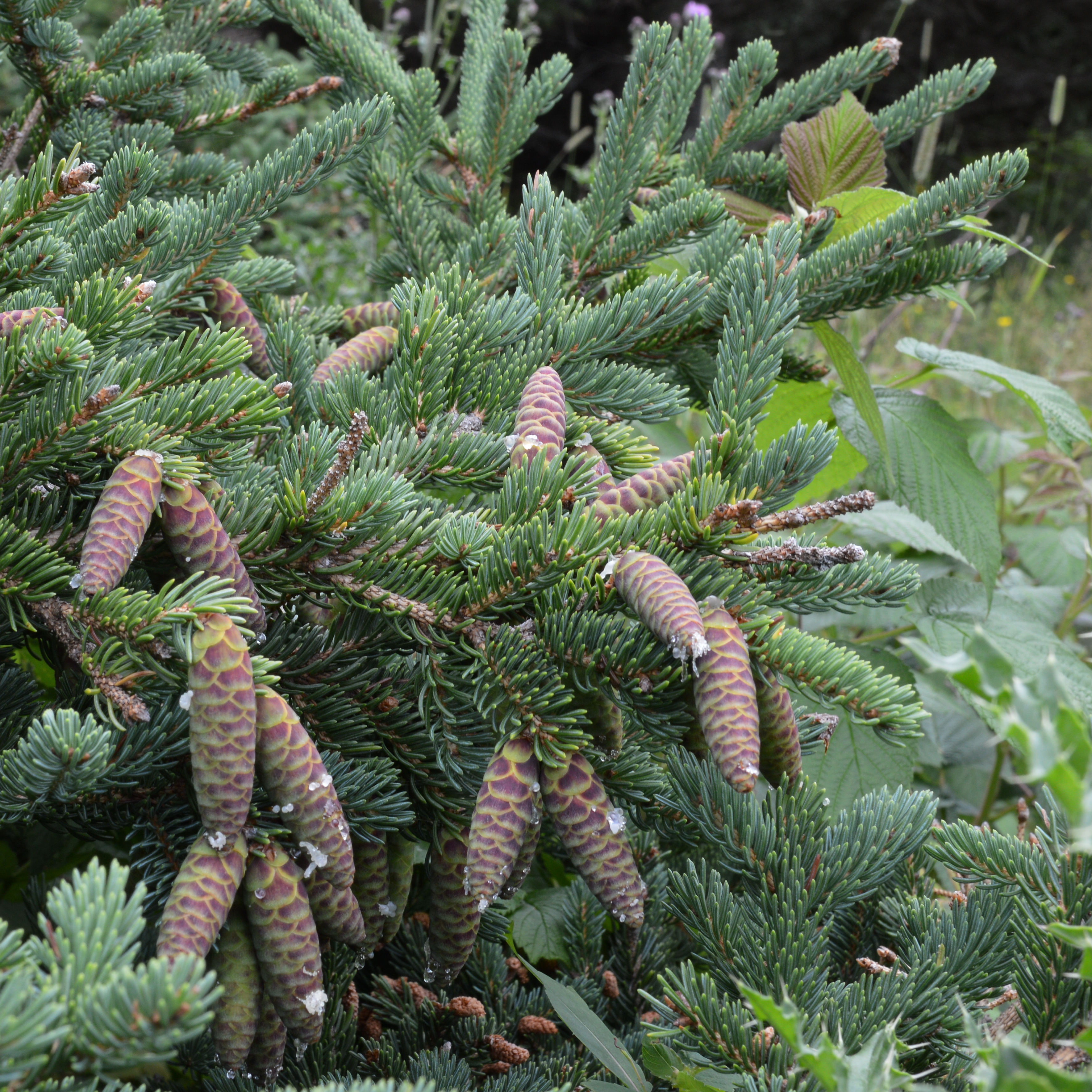
Kegels